# Öravattnet, Ångermanland
Öravattnet är en sjö i Örnsköldsviks kommun i Ångermanland och ingår i Moälvens huvudavrinningsområde. Sjön har en area på 0,0851 kvadratkilometer och ligger 202 meter över havet. Sjön avvattnas av vattendraget Stenbitbäcken.

## Delavrinningsområde
Öravattnet ingår i det delavrinningsområde (704377-161080) som SMHI kallar för Mynnar i Gensjösjön. Medelhöjden är 221 meter över havet och ytan är 9,58 kvadratkilometer. Det finns inga avrinningsområden uppströms utan avrinningsområdet är högsta punkten. Stenbitbäcken som avvattnar avrinningsområdet har biflödesordning 3, vilket innebär att vattnet flödar genom totalt 3 vattendrag innan det når havet efter 53 kilometer. Avrinningsområdet består mestadels av skog (90 procent). Avrinningsområdet har 0,09 kvadratkilometer vattenytor vilket ger det en sjöprocent på 0,9 procent.